# Lubicz (województwo opolskie)
Lubicz – wieś w Polsce położona w województwie opolskim, w powiecie brzeskim, w gminie Lubsza.
W latach 1975–1998 miejscowość administracyjnie należała do ówczesnego województwa opolskiego.
Zobacz też: Lubicz, Lubicz Dolny, Lubicz Górny, Lubiczko, Lubiczyn, Lubiczów